# Cratere Falstaff
Falstaff è un cratere sulla superficie di Oberon.